# Tribute (album của Yanni)
Tribute, được ghi hình tại Taj Mahal, Ấn Độ, và tại Tử Cấm Thành, Bắc Kinh, Trung Quốc từ tháng 3 đến tháng 5 năm 1997. Album này đạt vị trí #1 trên "Billboard's "Top New Age Album" và xếp #21 trên bảng xếp hạng "Billboard 200" cùng năm đó.

## Quá trình thực hiện
Tribute mang đôi nét âm nhạc cổ Ấn Độ; nhà soạn nhạc Hi Lạp Yanni mô tả album này được ra đời để tỏ lòng kính trọng đối với hai công trình Taj và Tử Cấm Thành, cũng như đối với nhân dân hai nước Ấn Độ và Trung Quốc. Các bản nhạc của Yanni được trình diễn bởi dàn nhạc giao hưởng, các ca sĩ, nhóm bè, và nhiều nhạc cụ đa dạng bao gồm kèn ống Úc (didgeridoo), duduk, charango, và sáo trúc (bamboo saxophone).
Yanni thuê Armen Anassian làm Nhạc trưởng "bằng niềm tin" --- tức ông không bao giờ theo dõi Anassian điều khiển dàn nhạc như thế nào. "Đó là lý do tại sao Yanni làm được nhiều việc," Anassian trả lời trong một cuộc phỏng vấn với Toledo Blade. Anassian thừa nhận anh có nhiều do dự với kế hoạch cho các nghệ sĩ biểu diễn tại Taj Mahal và Tử Cấm Thành, cho album Tribute. "Thành thực mà nói, khi ông ấy nói về điều này cách đây vài năm, ý tưởng ấy làm tôi kinh ngạc. Bản thân tôi rất nghi ngờ, nhưng cũng có thể thông cảm được. Và sự thật là ý tưởng đó đã thành hiện thực. Chúng tôi đã làm được." Anassian nói phần hình ảnh của Tribute thật hoàng tráng trên phim nhưng vẫn không bằng khi được trực tiếp thưởng thức buổi biểu diễn tại Taj Mahal và Tử Cấm Thành. "Nó không cùng một cảm giác, hoàn toàn không," anh cười. "Thật khó để đưa cả buổi biểu diễn ấy vào một sản phẩm, bởi đó là cả một trải nghiệm thay đổi cuộc đời!"

## Album

### Danh sách các bản nhạc
1. "Deliverance" – 8:33
2. "Adagio in C Minor" – 3:50
3. "Renegade" – 7:14
4. "Dance With a Stranger" – 6:45
5. "Tribute" – 6:40
6. "Prelude" – 2:27
7. "Love Is All" (Lynn, Mcneill, Yanni) – 5:25
8. "Southern Exposure" – 6:48
9. "Waltz in 7/8" – 5:32
10. "Nightingale" – 5:44
11. "Niki Nana (We're One)" (Sterling, Yanni) – 8:15

### Chứng nhận RIAA
Recording Industry Association of America (RIAA) Gold and Platinum database entries:
- (G=Gold, P=Platinum, M=Multi-Platinum)
- YANNI	TRIBUTE	03/11/98	VIRGIN	P	ALBUM	SOLO	Std
- YANNI	TRIBUTE	03/11/98	VIRGIN	G	ALBUM	SOLO	Std

## Video

### Danh sách các bản nhạc
1. "Deliverance"
2. "Adagio In C Minor"
3. "Renegade"
4. "Waltz In 7/8"
5. "Tribute"
6. "Dance With A Stranger"
7. "Nightingale"
8. "Southern Exposure"
9. "Prelude"
10. "Love Is All"
11. "Niki Nana (We're One)"
12. "Santorini"

### Chứng nhận RIAA
Recording Industry Association of America (RIAA) Gold and Platinum database entries:
- (G=Gold, P=Platinum, M=Multi-Platinum)
- YANNI	TRIBUTE	03/11/98	VIRGIN	M (2)	VIDEO LONGFORM	SOLO	Std
- YANNI	TRIBUTE	03/11/98	VIRGIN	P	VIDEO LONGFORM	SOLO	Std
- YANNI	TRIBUTE	03/11/98	VIRGIN	G	VIDEO LONGFORM	SOLO

## Nghệ sĩ chính
- Yanni (Keyboards, nhạc điện tử)

### Ban nhạc
- Karen Briggs (violin)
- Daniel de los Reyes (bộ gõ)
- Pedro Eustache (sáo, soprano saxophone, bamboo saxophone, duduk, quena, chinese flute, ney, bass flute)
- Ric Fierabracci (bass guitar)
- Ming Freeman (keyboards)
- David Hudson (didjeridu)
- Ramon Stagnaro (guitar, charango)
- Joel Taylor (Trống)

### Nhóm bè
- Catte Adams
- Jeanette Clinger
- Alfreda Gerald
- Vann Johnson

### Nhạc trưởng
- Armen Anassian – nhạc trưởng, độc tấu violin

### Dàn nhạc giao hưởng
- Beth Folsom (violin)
- Julian Hallmark (violin)
- Sayuri Kawada (violin)
- Neal Laite (violin)
- Ann Lasley (violin)
- Will Logan (violin)
- Julie Metz (violin)
- Pam Moore (violin)
- Cheryl Ongaro (violin)
- Delia Park (violin)
- Irina Voloshina (violin)
- German Markosian (viola)
- Eugene Mechtovich (viola)
- Cathy Paynter (viola)
- John Krovoza (cello)
- Sarah O'Brien (cello)
- Lisa Pribanic (cello)
- Alexander Zhiroff (cello)
- Gary Lasley (contra bass)
- April Aoki (harp)
- Cheryl Foster (oboe)
- Luis Aquino (trumpet)
- Kerry Hughes (trumpet)
- Paul Klintworth (French horn)
- Doug Lyons (French horn)
- Rich Berkeley (trombone)

## Các tác phẩm
- Mọi bản nhạc đều được sáng tác và trình bày bởi Yanni

## Các đường dẫn ngoài
- Official Website
- Tribute trên AllMusic
- Tribute[liên kết hỏng] at Allmovie
- Tribute trên Internet Movie Database